# 矢越村
矢越村（やごしむら）は、昭和30年（1955年）まで岩手県東磐井郡にあった村。現在の一関市室根町矢越にあたる。

## 地理
- 山：矢越山

## 沿革
- 明治22年（1889年）4月1日 - 町村制施行にともない、上折壁村と釘子村が合併して矢越村が発足。
- 昭和30年（1955年）4月1日 - 折壁村および大津保村の一部（津谷川）と合併し、室根村となる。

## 行政
- 歴代村長

| 代     | 氏名           | 就任                       | 退任                       | 備考 |
| ------ | -------------- | -------------------------- | -------------------------- | ---- |
| 1      | 村上耕三郎     | 明治22年（1889年）5月29日  | 明治24年（1891年）3月25日  |      |
| 2〜3   | 藤原善内       | 明治24年（1891年）4月17日  | 明治28年（1895年）5月30日  |      |
| 4      | 昆野清治       | 明治28年（1895年）6月24日  | 明治31年（1898年）6月27日  |      |
| 5      | 鈴木重造       | 明治31年（1898年）7月7日   | 明治32年（1899年）12月6日  |      |
| 6      | 三浦弥市郎     | 明治33年（1900年）1月10日  | 明治33年（1900年）8月3日   |      |
| 7      | 佐々木桂三郎   | 明治33年（1900年）9月10日  | 明治34年（1901年）5月18日  |      |
| 8      | 加藤弥一郎     | 明治34年（1901年）6月6日   | 明治37年（1904年）12月13日 |      |
| 9      | 及川松之進     | 明治37年（1904年）12月27日 | 明治38年（1905年）12月11日 |      |
| 10     | 及川茂三郎     | 明治39年（1906年）1月12日  | 明治43年（1910年）1月11日  |      |
| 11     | 及川松之進     | 明治43年（1910年）2月2日   | 明治44年（1911年）6月12日  | 再任 |
| 12     | 岩淵誠一       | 明治44年（1911年）12月12日 | 明治45年（1912年）3月25日  |      |
| 13     | 星高之助       | 大正元年（1912年）8月21日  | 大正2年（1913年）5月10日   |      |
| 14     | 佐々木桂三郎   | 大正2年（1913年）6月14日   | 大正6年（1917年）6月13日   | 再任 |
| 15     | 及川茂三郎     | 大正6年（1917年）8月24日   | 大正10年（1921年）8月23日  | 再任 |
| 16     | 畠山七之助     | 大正10年（1921年）11月11日 | 大正14年（1925年）11月10日 |      |
| 17〜18 | 小松丑右ェ門   | 大正15年（1926年）4月5日   | 昭和6年（1931年）3月11日   |      |
| 19     | 及川松之進     | 昭和6年（1931年）3月19日   | 昭和7年（1932年）12月28日  | 三任 |
| 20     | 菅原初雪       | 昭和8年（1933年）1月25日   | 昭和8年（1933年）12月28日  |      |
| 21〜22 | 斎藤清四郎     | 昭和9年（1934年）1月31日   | 昭和17年（1942年）2月11日  |      |
| 23     | 佐藤太門       | 昭和17年（1942年）2月12日  | 昭和20年（1945年）12月5日  |      |
| 24     | 佐々木左馬之助 | 昭和21年（1946年）1月12日  | 昭和22年（1947年）4月5日   |      |
| 25     | 菅原惟一郎     | 昭和22年（1947年）4月6日   | 昭和23年（1948年）8月29日  |      |
| 26     | 渡辺精太郎     | 昭和23年（1948年）10月6日  | 昭和24年（1949年）6月18日  |      |
| 27     | 吉田秋三郎     | 昭和24年（1949年）7月26日  | 昭和28年（1953年）7月25日  |      |
| 28     | 三浦武三郎     | 昭和28年（1953年）7月26日  | 昭和30年（1955年）3月31日  |      |

## 交通
- 国鉄大船渡線：矢越駅